# Diabolical (Naglfar)
Diabolical è il secondo album in studio del gruppo musicale black metal svedese Naglfar, pubblicato nel 1998 dalla War Music.

## Tracce
Testi e musiche di Naglfar.
1. Horncrowned Majesty – 4:59
2. Embracing the Apocalypse – 5:29
3. 12'th Rising – 4:04
4. Into the Cold Voids of Eternity – 6:25
5. The Brimstone Gate – 4:43
6. Blades – 3:53
7. When Autumn Storms Come – 4:32
8. A Departure in Solitude – 2:00
9. Diabolical - The Devil's Child – 8:53

## Formazione
- Jens Rydén – voce
- Andreas Nilsson – chitarra
- Morgan Hansson – chitarra
- Kristoffer Olivius – basso, voce
- Mattias Grahn - batteria, voce